# Міхаель Вальхгофер
Міхаель Вальхгофер (нім. Michael Walchhofer; нар. 28 квітня 1975) — австрійський гірськолижник, призер Олімпійських ігор, чемпіон світу.
Срібну олімпійську медаль Вальхгофер здобув у швидкісному спуску на Туринській олімпіаді.